# 南非旗帜列表
这是南非相关的旗帜列表，包括1652年以来南非殖民地和国家旗帜，以及与南非有关的政府旗、军旗、警察旗、省旗、海事旗和拟议旗帜。

## 概述
以下旗帜曾经被用作南非联邦和南非共和国的国旗。
| 旗帜 | 日期           | 使用         | 描述 |
| ---- | -------------- | ------------ | --- |
|      | 1910年至1957年 | 南非联邦国旗 | 聯合傑克，融合代表英格蘭的聖喬治十字、代表蘇格蘭的聖安德魯十字和代表愛爾蘭的聖派翠克十字。                                                      |
|      | 1910年至1912年 | 南非红船旗   | 红船旗，旗面绘制南非聯邦徽章。 |
|      | 1912年至1928年 | 南非红船旗   | 红船旗，旗面绘制白色圆形带有南非聯邦徽章。 |
|      | 1928年至1994年 | 南非国旗     | 橙、白、蓝水平三条纹旗，白色条纹中央绘制英国国旗（镜像）、奧蘭治自由邦国旗（垂直）和南非共和国国旗（正面）。                                    |
|      | 1994年至今     | 南非國旗     | 旗帜中央是绿色横Y形条纹，将上下方分为红色（上面）和蓝色（下面）两道条纹，条纹之间绘上白色细线；旗杆侧是黑色三角形，与绿色条纹之间绘上黄色细线。 |

## 历史

### 历史旗帜（1652年至1928年）
1910年南非联邦成立以前，南非曾经使用过许多旗帜。荷兰东印度公司最初在荷属好望角殖民地（1652年至1795年）悬挂荷兰国旗，旗帜中央印有“VOC”标志；巴达维亚共和国统治时期（1803年至1806年）也曾悬挂过这面旗帜。
布尔人在南非建立布尔共和国，即：奥兰治自由邦（1854年至1902年）、南非共和国（1857年至1902年）、斯特拉兰（1882年至1885年）、霍森（1883年至1885年）、新共和国（1884年至1888年）和小自由邦（1886年至1891年）都拥有自己的国旗，其中部分设计源自荷兰国旗。
19世纪英国殖民地悬挂英国国旗。直至中后期，纳塔尔殖民地、开普殖民地、奥兰治河殖民地和德兰士瓦殖民地，都在旗帜增加殖民地徽章。
1910年成立南非联邦，最初使用一面红船旗，上面绘有南非联邦国徽图；1928年，第一面南非国旗出现并取代红船旗。
| 旗帜 | 日期                                             | 使用                             | 描述 |
| ---- | ------------------------------------------------ | -------------------------------- | --- |
|      | 1652年至1795年                                   | 親王旗                           | 橙色、白色和藍色组成的水平三色旗。 |
|      | 1652年至1795年                                   | 荷兰国旗                         | 红色、白色和蓝色组成的水平三色旗，蓝色部分略浅。 |
|      | 1652年至1795年； 1803年至1806年                  | 荷兰东印度公司旗                 | 红色、白色和蓝色组成的水平三色旗，白色条纹中央绘制“VOC”标志。 |
|      | 1795年至1801年                                   | 大不列顛王國国旗                 | 融合英格兰国旗和苏格兰国旗。 |
|      | 1801年至1803年； 1806年至1910年                  | 英国国旗                         | 英国占领好望角期间，一直使用到1803年，然后直到1806年才重新启用，并实际使用至1957年（参见§ 南非联邦国旗）。                                                                               |
|      | 1803年至1806年                                   | 巴达维亚共和国国旗               | 红色、白色和蓝色组成的水平三色旗，左上角旗首绘制巴达维亚共和国徽章。 |
|      | 1839年至1843年                                   | 纳塔利亚共和国国旗               | 旗扬有一个白色等腰三角形延伸到旗侧，将旗帜分为上下两个直角三角形，上面的三角形为红色，下面的三角形为蓝色。                                                                               |
|      | 1857年至1902年                                   | 奥兰治自由邦国旗                 | 七道白色和橙色相间条纹，左上角旗首绘制荷兰三色旗。 |
|      | 1857年至1874年； 1875年至1877年； 1881年至1902年 | 南非共和国国旗（德兰士瓦共和国） | 四色旗（Vierkleur），以荷兰三色旗为基础，旗侧加上一道绿色垂直条纹。 |
|      | 1870年至1871年                                   | 矿工共和国国旗                   | 钻石旗（Diamond flag），以白色底色为基础，中央偏上绘制联合杰克，中央偏下绘制一个菱形，并写上“FREE REPUBLIC”的字样。                                                                      |
|      | 1870年至1871年                                   | 矿工共和国国旗                   | 克里普德里夫特旗（Klipdrift flag），以英国红船旗为基础，旗面绘制一匹白马。 |
|      | 1874年至1875年                                   | 南非共和国国旗（德兰士瓦共和国） | 托馬斯·弗朗索瓦·伯格爾斯设计的开拓者旗帜，深蓝色底色，中央是红色的圣安德鲁十字，白色细线勾勒出圣安德鲁十字的轮廓。                                                                       |
|      | 1875年至1910年                                   | 纳塔尔殖民地旗帜                 | 蓝船旗，旗面是纳塔尔殖民地徽章。 |
|      | 1876年至1910年                                   | 开普殖民地旗帜                   | 蓝船旗，旗面绘制白色圆形带有开普殖民地徽章。 |
|      | 1883年至1885年                                   | 霍森共和国旗帜                   | 黑色、白色和红色组成水平三条纹，旗侧是一道绿色垂直条纹。 |
|      | 1883年                                           | 第一面斯特拉兰旗帜               | 绿色底色，中央绘制纹章。 |
|      | 1883年至1885年                                   | 第二面斯特拉兰旗帜               | 绿色底色，中央绘制一颗白色五角星。 |
|      | 1884年至1888年                                   | 新共和国旗帜                     | 红色、白色和绿色组成水平三条纹，旗侧是一道蓝色垂直条纹。 |
|      | 1890年至1891年                                   | 小自由邦旗帜                     | 黑色、白色和蓝色组成水平三条纹，旗侧是一道绿色垂直条纹。 |
|      | 1902年至1910年                                   | 奥兰治河殖民地旗帜               | 蓝船旗，旗面绘制圆形带有跳羚站在草原的图案，这面旗帜取代奥兰治自由邦国旗。 |
|      | 1904年至1910年                                   | 德兰士瓦殖民地旗帜               | 蓝船旗，旗面绘制圆形带有狮子卧在非洲平原的图案；这面旗帜取代南非共和国（德兰士瓦共和国）的四色旗，英国殖民政府并且强调这块领土称为“德兰士瓦”，不是南非共和国（South African Republic）。 |
|      | 1910年至1912年                                   | 南非聯邦商船旗                   | 红船旗，旗面绘制南非聯邦徽章。 |
|      | 1912年至1951年                                   | 南非聯邦商船旗                   | 红船旗，旗面绘制白色圆形带有南非聯邦徽章。 |
|      | 1910年至1928年                                   | 南非聯邦政府船旗                 | 蓝船旗，旗面绘制南非聯邦徽章。 |

### 国旗（1928年至1994年）
1928年经过多年政治争议以后，赫尔佐格政府最终推出新的国旗。这面旗帜于1927年经过议会批准，并于1928年5月31日首次升起。
旗帜设计反映南非联邦的沿革，基础设计是荷兰亲王旗（皇家三色旗），中央添加代表前开普敦和纳塔尔殖民地的英国国旗、前奥兰治自由邦旗帜和前南非共和国（德兰士瓦共和国）旗帜，即组成南非联邦的四个省。
直到1957年为止，这面旗帜一直附属于英国国旗。1961年5月31日，南非修宪成为共和国，国旗设计仍保持不变。
| 旗帜 | 日期           | 使用                 | 描述                                                                     |
| ---- | -------------- | -------------------- | ------------------------------------------------------------------------ |
|      | 1910年至1957年 | 南非聯邦国旗         | 直到1957年南非联邦国旗成为唯一的国旗以前，联合杰克一直是共同的官方旗帜。 |
|      | 1928年至1982年 | 南非聯邦及共和国国旗 | 1980年代初以前，南非国旗使用较深的“联邦”（Union）蓝色。                  |
|      | 1982年至1994年 | 南非共和国国旗       | 1982年开始，南非政府指定国旗使用较浅的“索尔威”（Solway）蓝色。           |

### 黑人家园（1966年至1994年）
南非种族隔离时期，南非内部成立10个“黑人家园”，其中九个拥有自己的国旗，分别是特蘭斯凱、博普塔茨瓦纳、西斯凱、加贊庫盧、文達、萊博瓦、庫瓦庫瓦、夸祖魯和夸恩德貝勒。卡恩格瓦尼是唯一一个从未采用自己旗帜，而是使用南非国旗的“黑人家园”。
1994年4月27日，黑人家园重新纳入南非领土，所有这些旗帜都成为历史。
| 旗帜 | 日期           | 使用             | 描述 |
| ---- | -------------- | ---------------- | ---- |
|      | 1966年至1994年 | 特蘭斯凱旗帜     |      |
|      | 1973年至1994年 | 博普塔茨瓦纳旗帜 |      |
|      | 1973年至1994年 | 西斯凱旗帜       |      |
|      | 1973年至1994年 | 加贊庫盧旗帜     |      |
|      | 1973年至1994年 | 文達旗帜         |      |
|      | 1974年至1994年 | 萊博瓦旗帜       |      |
|      | 1975年至1994年 | 庫瓦庫瓦旗帜     |      |
|      | 1977年至1985年 | 第一面夸祖魯旗帜 |      |
|      | 1985年至1994年 | 第二面夸祖魯旗帜 |      |
|      | 1982年至1994年 | 夸恩德貝勒旗帜   |      |

### 体育旗帜（1992年至1994年）
由于国际体育界抵制南非的种族隔离政策，南非在1964年至1988年期间没有参加奥运会。1991年，南非重新加入奥林匹克运动会。 南非重新加入奥运会以后，对于使用哪面旗帜和哪首国歌产生争议；于是，南非队使用国家奥林匹克委员会旗帜参加1992年夏季奥运会。
这面旗帜使用白色底色，中央绘制灰色菱形，象征国家的矿产财富；三条飘扬层叠的蓝橙绿彩带，分别代表海洋、土地和农业；以及奥运五环组成，该旗也用于南非队代表参加1992年夏季帕运会。 南非队体育服绣有南非奥委会会徽，会徽描绘被橄榄枝环绕的奥运五环，上方是南非的国家名称；该队以贝多芬的《欢乐颂》作为登上奖台的颂歌。1994年冬季奥运会，南非队代表团以绘制南非奥委会会徽的旗帜参赛。
- 1992年夏季奥运会和1992年夏季帕运会代表南非队（英语：South Africa at the 1992 Summer Olympics）的旗帜
- 1994年冬季奥运会代表南非队的旗帜

### 国旗（1994年至今）
1994年，南非重建为一个统一的“彩虹之国”民主国家，所有种族的男女都享有平等权利。此时，旧国旗与种族隔离政策的长久渊源，使其无法适应新的体制；因此，国家纹章局官员弗雷德里克·布朗奈爾设计一面新国旗。新国旗于1994年3月20日获得过渡执行委员会（TEC）批准，并于1994年4月20日由国家总统弗雷德里克·威廉·戴克拉克正式授权，并在一周后的1994年4月27日正式升旗。
新国旗原本只是一项临时措施，但事实证明它非常受欢迎；因此，1996年制定最终宪法时，将它定为永久国旗。
| 旗帜 | 日期       | 使用     | 描述 |
| ---- | ---------- | -------- | --- |
|      | 1994年至今 | 南非国旗 | 旗帜中央是绿色横Y形条纹，将上下方分为红色（上面）和蓝色（下面）两道条纹，条纹之间绘上白色细线；旗杆侧是黑色三角形，与绿色条纹之间绘上黄色细线。 |

## 政府旗
- 开普殖民地总督，1876年至1910年
- 纳塔尔殖民地总督，1905年至1907年
- 奥兰治河殖民地总督，1902年至1910年
- 德兰士瓦殖民地总督，1904年至1910年
- 南部非洲高级专员，1907年至1931年
- 南部非洲高级专员，1931年至1968年
- 南非總督，1910年至1931年
- 南非总督，1931年至1952年
- 南非总督，1952年至1961年
- 南非国家总统（英语：State President of South Africa），1961年至1984年
- 南非国家总统，1984年至1994年

### 民航旗
- 1930年代

## 军旗
1957年至1994年期间，南非成立南非防衛軍作为保卫国家的武装力量，其前身是1912年成立的联邦国防军；1994年，南非防卫军又被南非國防軍取代，其下包含陆军、空军和海军三个分支。

### 南非防衛軍
- 1947年至1981年
- 1981年至1994年（英语：South African Defence Force Ensign）

### 南非國防軍
- 1994年至2003年
- 2003年至今

### 南非国防部
- 联合作战部（英语：Joint Operations Division）
- 退伍军人事务部（英语：Department of Military Veterans）

### 南非陆军
- 1951年至1973年
- 1973年至1994年
- 1994年至2002年
- 2002年至2003年
- 2003年至今

### 南非空軍
- 1920年至1940年
- 1940年至1951年
- 1951年至1958年
- 1958年至1967年
- 1967年至1970年（已经批准但并未使用）
- 1970年至1981年
- 1981年至1982年
- 1982年至1994年
- 1994年至2003年
- 2003年至今

### 南非海军
- 军舰旗，1922年至1946年
- 军舰旗，1946年至1951年
- 军舰旗，1951年至1952年（已经批准但并未使用）
- 军舰旗，1952年至1959年
- 军舰旗，1959年至1981年
- 军舰旗，1981年至1994年
- 海军旗，1981年至1994年
- 军舰旗，1994年至今
- 海军旗，约1998年

## 警察旗
南非警察（SAP）是1913年至1994年期间的国家警察部队，1994年南非过渡到多数统治，南非警察重组为南非警察部队（SAPS）。
- 南非警察，直至1994年
- 南非警察部队，1995年至今

## 省旗

### 1910年至1994年
1910年至1994年间，南非被划分为四个省：開普省、納塔爾省、奧蘭治自由邦省和川斯瓦省，这些省份都有独自的省徽，但没有省旗。

### 1994年至今
1994年4月，南非重新划分为九个省。每个省均获授予省徽，大多数由纹章官弗雷德里克·布朗奈爾设计。目前，只有姆普马兰加省于1996年2月正式采用省旗， 其他省则是以绘制省徽的白色旗帜代表省旗。
- 東開普省
- 自由邦省
- 豪登省
- 夸祖魯-納塔爾省
- 林波波省
- 姆普马兰加省（英语：Flag of Mpumalanga）
- 西北省
- 北開普省
- 西開普省

## 海运公司旗
- 南非海事公司（英语：South African Marine Corporation），1969年至2020年
- 特森轮船公司（英语：Charles Wilhelm Thesen）

## 拟议旗帜

### 1910年代

1910年拟议旗帜（白色）
1910年拟议旗帜（红色）

### 1920年代

#### 1925/26年旗帜设计竞赛
南非政府公开举办一场旗帜设计竞赛。虽然“沃克旗”获得一些支持，但最终所有设计均未入选。

南非国旗提案“四色旗”，别名“沃克旗”（Walker Flag）
南非国旗提案“盒子（Boxes）旗”
南非国旗提案“橙色十字旗”
南非国旗提案“南方十字条纹旗”
南非国旗提案“南方十字圆形旗”
南非国旗提案
南非国旗提案
南非国旗提案
南非国旗提案
南非国旗提案
南非国旗提案
南非国旗提案
南非国旗提案
南非国旗提案

#### 1927年国旗委员会
1927年政府成立国旗委员会，提出三份旗帜设计方案，统称为“十字旗”。由于反对派坚持要采用英国国旗，委员会在1927年4月和5月的国旗会议，再次制定另外三份设计方案。

南非国旗提案
南非国旗提案
南非国旗提案
委员会附加提案一
委员会附加提案二
委员会附加提案三

#### 1927年南非党、政府和上议院
1927年6月，南非反对派南非党拟议一面设计旗帜，由白十字分隔四部分组成，南非政府则提出在亲王旗缀饰盾徽的旗帜版本；上议院随后将两者的方案合并，提出第三份方案。最终在1927年10月，双方达成妥协，制定以亲王旗为基础的南非国旗（1928年至1994年）。

南非国旗提案，南非党提出的四分版本
南非国旗提案，南非政府提出的版本
南非国旗提案，上议院提出的版本

### 1960年代
1960年代，不断有要求修改国旗的呼声，尤其是来自阿非利卡人的施压，他们对英国国旗成为国旗的一部分感到不满。总理亨德里克·弗倫斯·維沃爾德委托其助理秘书H·C·布拉特设计一面“简洁”的国旗，由橙、白、蓝三条竖条纹组成，中央是一只跳跃的跳羚，脚下是六朵普洛提亞花环；但是，維沃爾德在公布设计方案前遇刺身亡，该项目也于1966年随之夭折。

1965年南非国旗提案，别名“维沃尔德旗”（Verwoerd Flag）

### 1990年代

#### 1992年“纳塔尔见证报”竞赛
《纳塔尔见证报》举办一场新国旗设计竞赛，最终由拉尔辛格·拉姆鲁坎（Lalsingh Ramlukan）的设计获胜，该面旗帜的特点是四只不同肤色的手，拱起一只蓝色的鸽子。

1992年南非国旗提案，拉姆鲁坎设计

#### 入选国家象征委员会
1993年10月，国家象征委员会（Commission on National Symbols）提出六种旗帜设计方案。

提案一
提案二
提案三
提案四
提案五
提案六

#### 平面设计工作室
1993年11月，一群专业平面设计工作室的设计师，提出几种不同的旗帜设计方案。

#### 联合技术工作委员会
1994年2月，联合技术工作委员会（Joint Technical Working Committee）筛选出五份设计方案，非洲人国民大会（ANC）也根据1993年10月入围的方案，提出另一份设计方案。结果，弗雷德里克·布朗奈爾设计的4号方案被提交给过渡执行委员会，并被批准为新国旗的最终方案。

提案一
提案二
提案三
提案四（最终结果）
提案五
非洲人国民大会提案

## 脚注
1. 1 2  . Gulf News. 22 July 2017  [2021-05-30] （英语）.
2. ↑  . crwflags.com.   [2021-05-30].
3. ↑  . crwflags.com.   [2021-05-30].
4. 1 2 3  . FOTW - Flags Of The World website.
5. ↑  Crampton, William G. . . London: Studio Editions. 1990: 155. ISBN 9781851704262 （English）.
6. ↑  Berry, Bruce. . FOTW Flags Of The World. 2015-06-25.
7. 1 2 3  Brownell, Frederick Gordon.  (PhD论文). University of Pretoria. 2015. hdl:2263/50847.